# 熊本哲之
熊本 哲之（くまもと のりゆき、1931年（昭和6年）6月4日 - 2018年（平成30年）5月2日）は、日本の政治家。東京都世田谷区長（2期）、東京都議会議長（第35代）、東京都議会議員（6期）を務めた。

## 概要
広島県呉市生まれ。中央大学法学部卒業。衆議院議員秘書を経て、1977年東京都議会議員選挙に立候補し、初当選。6期24年にわたって都議を務める。1988年、当時の鈴木俊一東京都知事の下で都庁舎の新宿への移転が行われるにあたり設置された新都庁舎建設特別委員会の委員長に就任。1995年、青島幸男都政下では地方分権推進特別委員長に就任し、同年9月には東京都議会議長に就任（1997年7月まで）。
1999年、都議を任期途中で辞職し、世田谷区長選挙に自民党・自由党推薦で立候補したが、現職の大場啓二に敗れた。2003年、再度世田谷区長選挙に自民党・保守新党推薦で立候補し、当選。2007年自民党・公明党推薦で再選。2011年の区長選に立候補せず、政界から引退した
。
2011年、旭日中綬章受章。
2018年5月2日、肺炎のため、世田谷区内の病院で死去、86歳没。叙従四位。